# 魏荣爵
魏荣爵（1916年9月4日—2010年4月6日），男，湖南邵阳人，中国声学家，南京大学教授，中国科学院院士，中国声学学会名誉理事长。

## 生平
1916年生于湖南邵阳。1937年毕业于金陵大学。1947年获美国伊利诺大学物理学硕士学位，1950年获美国加利福尼亚大学博士学位。1980年当选为中国科学院学部委员（院士）。
2010年4月6日，魏荣爵因病医治无效，在南京逝世，时年94岁。

## 家族
祖父魏光焘是清朝封疆大臣、实施筹建三江师范学堂（南京大学前身）的重要人物。